# Joe Sestak
Joseph Ambrose Sestak Jr. (Secane, 12 dicembre 1951) è un politico e ammiraglio statunitense, membro della Camera dei rappresentanti per lo Stato della Pennsylvania dal 2007 al 2011.

## Biografia
Nato a Secane, nella contea di Delaware in Pennsylvania, da una famiglia di ascendenza slovacca, Sestak è figlio di Joseph Sr., veterano della Seconda guerra mondiale.
Ai tempi della Guerra in Vietnam, Sestak, seguendo le orme paterne, si iscrive alla United States Naval Academy, ottenendo nel 1974 un Bachelor's degree in Sistemi politici americani. Ha poi conseguito un master e un dottorato di ricerca all'Università di Harvard, rispettivamente nel 1980 e nel 1984.

### Attività militare
Sestak ha prestato servizio come aiutante e portabandiera dell'ammiraglio responsabile delle forze di superficie della Marina degli Stati Uniti nel Pacifico. Nel gennaio 1986, Sestak divenne ufficiale esecutivo della fregata missilistica USS Underwood, mentre il 30 agosto 1991 Sestak prese il comando della fregata missilistica USS Samuel B. Roberts.
Dal novembre 1994 al marzo 1997 è stato direttore della politica di difesa dello staff del Consiglio di sicurezza nazionale presso la Casa Bianca, dove era responsabile della strategia di sicurezza nazionale dell'amministrazione Clinton e delle consulenze militari.
Ritiratosi dalla marina nel 2005, pur essendo stato promosso viceammiraglio, venne congedato come retroammiraglio, non avendo mantenuto il grado di viceammiraglio abbastanza a lungo da potersene fregiare in congedo.

### Attività politica
Nel 2006, Sestak si iscrive ufficialmente al Partito Democratico, venendo eletto nel novembre di quell'anno alla Camera dei rappresentanti in rappresentanza del 7º distretto dello stato della Pennsylvania, seggio in cui fu riconfermato nel 2008.
Nel novembre 2010 si candida per un seggio al Senato degli Stati Uniti per lo stato della Pennsylvania, venendo però sconfitto dal candidato repubblicano Pat Toomey.
Dopo aver trascorso 5 anni a insegnare presso la Cheyney University e l'Università Carnegie Mellon, Sestak si candida alle primarie democratiche per correre per uno dei seggi senatoriali per la Pennsylvania: alle primarie Sestak si classifica secondo, dietro alla candidata vincitrice Katie McGinty, che verrà però poi sconfitta da Pat Toomey.

### Prese di posizione
Sestak è favorevole al consenso legale dell'interruzione volontaria della gravidanza, riconoscendo che spetta alla donna scegliere se portare avanti o interrompere la gravidanza.
Sestak si è sempre espresso a favore dell'accordo sul nucleare iraniano, difendendo poi l'accordo stesso durante un'intervista su Fox News.
Sestak si schiera a favore di politiche più restrittive sul possesso di armi da parte di civili, auspicando inoltre che possa essere reintrodotto il Federal Assault Weapons Ban, bando contro le armi semiautomatiche, varato dal presidente Bill Clinton nel 1994 e scaduto nel 2004.
Nel 2008, Sestak ha votato affinché i singoli Stati possano gestire l'uso medico della cannabis.
Da candidato per il Congresso, Sestak ha fatto campagna contro la Guerra in Iraq, e una volta eletto ha sostenuto i tentativi del Congresso di ritirare in sicurezza le truppe.

### Candidatura alla Casa Bianca
Il 22 giugno 2019, Sestak annuncia la sua intenzione di candidarsi alle primarie del Partito Democratico per correre alle elezioni presidenziali del 2020, candidatura poi ritirata il successivo 1º dicembre.